# 브레슬라우 포위전
브레슬라우 전투(독일어: Schlacht um Breslau 슐라흐트 움 브레슬라우[*], 러시아어: Осада Бреслау 오사다 브레슬라우[*]) 또는 브레슬라우 포위전은 유럽에서 제2차 세계 대전이 거의 끝날 즈음 나치 독일의 하실레지야의 브레슬라우(현 폴란드 브로츠와프)에서 지속된 3개월간의 포위전이다. 1945년 2월 13일부터 5월 6일까지 브레슬라우의 독일군은 하실레지야 공세 작전으로 진격해오는 소련군에게 포위되었다. 브레슬라우의 독일 수비군은 5월 6일 항복했으며, 전투 종료 이틀 후 독일의 전 병력이 항복했다.

## 배경
1944년 8월 아돌프 히틀러는 브레슬라우를 완전요새(Festung)로 선포하고 어떤 댓가를 치루더라도 반드시 사수해야 한다고 명령했다. 히틀러는 1941년부터 니더슐레지엔 대관구의 대관구지휘자였던 카를 항케를 브레슬라우 도시의 "전투지도자"(Kampfkommandant)로 임명했다.
1945년 1월 19일 민간인은 강제로 도시를 떠나야 했다. 수천 명이 임시 대피 도중 혹독한 추위로 동사했고 살아남은 사람들은 드레스덴으로 옮겨갔다. 국민돌격대 및 노예 노동자의 도움을 받은 독일 육군은 도시를 군사 요새로 만들었다. 브레슬라우는 진격하는 독일군에 맞서 최대한 오랫동안 방어한다는 목표를 가졌다. 도심 넓은 지역이 철거되어 비행장으로 바뀌었다. 1월 말에는 브레슬라우 요새 주둔지를 강화하기 위해 히틀러 청소년단 연대가 파견되었다. 프랑스와 네덜란드의 자원병으로 구성된 나치 친위대의 제1SS요새연대 "베슬라인" 연대도 브레슬라우에 합류했다.
1945년 2월 2일 항케는 브레슬라우에서 새로 편성된 국민돌격대에 군기를 수여했다. 같은 날 한스 폰 알펜 소장이 새로운 브레슬라우 요새 주둔군 사령관으로 임명되었다. 단 3주 동안만 지휘했던 알펜은 중부 집단군 총사령관인 페르디난트 쇠르너가 직접 발탁한 인물이었다.

## 전조

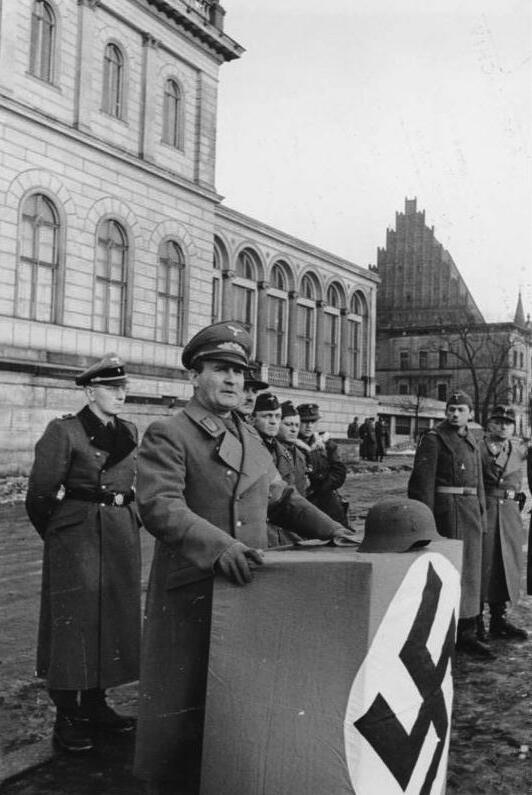
카를 항케 대관구지도자가 1945년 2월 브레슬라우 신규 국민돌격대 대대 앞에서 연설하는 모습

비스와-오데르 공세 도중 제1우크라이나 전선군이 오데르강 서안 교두보를 점령하면서 소련군이 브레슬라우를 포위할 수 있는 발판을 얻었다. 브레슬라우 방면은 블라디미르 글루즈돕스키 중장이 지휘하는 제6제병연합군 구역 담당으로 맡겨졌다. 1943~1944년 벨로루시 동부 지역의 전투 성과로 군 지휘권을 얻게 된 글루즈돕스키는 비스와-오데르 공세 당시 제2공격축선에서 제6군을 지휘했다. 소련 제1우크라이나 전선군 사령관인 원수 이반 코네프는 1월 31일 지시를 통해 하실레지야 공세 작전의 일환으로 제6군에게 브레슬라우를 방어하는 독일군의 후방을 공격하고 공격 시작 4일 이내에 도시를 점령하라는 명령을 내렸다. 코네프에게 브레슬라우 공격은 우선순위가 높지 않았다. 같은 지시에서 코네프는 엘베강을 도하해 베를린을 점령하는 임무도 부여했기 때문이다. 하지만 브레슬라우를 점령한다면 중요한 도로망을 확보해 전선에 끊임없이 보급을 줄 수 있었다.
제6군의 공격 시작은 비스와-오데르 공세 당시 진격 때문에 전선의 보급선이 과도하게 늘어나면서 2월 6일에서 8일로 이틀 지연되었다. 철로 수송이 부족해 연료와 탄약을 비스와강 우안에서 오데르 교두보까지 차량으로 수송해야 했다. 교두보를 방어하는 부대로 차량을 확보했으나 제6군은 겨우 170대의 차량으로 탄약 350톤과 연료 180톤을 수송했다. 2월 8일까지 포병과 박격포는 2~5문당 1문, 보병 소화기는 1.5~2기당 1기 꼴로 충분한 탄약을 보급받았다. 부대의 전차 지원은 이반 코르차긴 중장이 지휘하는 제7근위기계화군단이 2월 7일 T-34 전차 186대, ISU-122 및 SU-76 자주포, SU-85 대전차포 각각 21대를 지원받았으며 이는 허가된 지원의 최대 수준이었다. 수리 중으로 기록된 T-34 전차는 6대에 불과했다.

### 브레슬라우 포위
2월 8일 8시 45분부터 시작된 거의 1시간간의 포격 후 제6군의 공격이 시작되었다. 포격과 함께 제7근위기계화군단 병력이 교두보로 건너갔고 12시에는 제24근위기계화여단과 제57근위전차여단으로 구성된 1진이 보병 지원으로 방어선을 돌파하고 독일군 후방으로 진격했다. 진격하는 두 여단은 2월 10일과 11일 브레슬라우 서남쪽으로 이어지는 철로에서 독일군의 격렬한 저항에 부딪혔고 제25근위기계화여단과 제57근위전차여단은 각각 돔슬라우역과 코베르비츠 마을의 역에 발이 묶였다. 소련군은 독일의 전차와 포병, 주택 지하실 등에서 발사되는 판처파우스트 포격으로 전차와 병력이 큰 손실을 입었다. 두 여단의 공격이 합세되어 제25와 제57근위여단은 돔슬라우-코베르비츠 마을 사이를 돌파했지만 이후 진격이 저지당했다. 같은 날 군단의 제24, 제26근위기계화여단은 방어선을 지키고 있던 그로스바우디스와 코스텐블루트 사이 독일 전차부대 반격으을 맞았다. 후자의 경우 브레슬라우 방면으로 돌파해 포위를 막으러 시도했지만 소련의 공격이 실패하면서 곧 추가 반격은 무위로 돌아갔다.
제24 및 제26근위여단은 2월 12일 아침 레그니차 전투에서 갓 돌아온 제309소총병사단의 지원으로 살아났다. 보병 부대가 투입되며 부분 포위망의 외곽 가장자리 소련군의 방어가 강화되었다. 18시 20분에는 제8 및 제19기갑사단과 국민돌격대 및 방공부대가 합세한 독일군의 또 다른 반격이 시작되어 2월 13일까지 이어졌다. 이 반격은 코스텐블루트 마을에서 2월 10~11일 반격 작전의 동쪽 끄트머리인 칸트까지 확대되어 포위망 내부와 외부가 불과 30 km밖에 떨어지지 않은 가장 포위망이 약한 곳을 공격했다. 그로스페테르비츠를 점령하며 반격은 일시적으로 성공했지만 곧 소련의 측면부 반격에 밀려 다시 원점으로 되돌아갔다. 서쪽과 북쪽에서 전투지역으로 접근한 제273소총병사단이 합세하며 독일군을 남쪽으로 더 밀어내고 스트리가우어바서강 강변에 진지를 구축해 외곽 포위망을 확보하며 독일의 상황이 더욱 악화되었다. 2월 13일 14시 독일군의 반격을 격퇴한 제309소총병사단은 서남쪽에서 브레슬라우를 향해 진격하기 시작했다.
2월 13일 8시 군단의 제25근위기계화여단 정찰대가 브레슬라우 남쪽 교차로인 로추르벤에서 제5근위군의 자주포 연대를 발견했다. 여단의 제12전차연대가 로추르벤 인근에서 제5근위군 제31전차군단 제252전차여단과 만나며 브레슬라우 포위망이 좁혀졌다. 2월 13일에서 14일 사이 밤 브레슬라우에 갇혀 있던 제269보병사단과 기타 다른 독일군 부대가 포위망 안쪽에서 돌파하러 마지막으로 시도했다. 동시에 제19기갑사단이 다시 외곽 포위망을 공격해 두 독일군이 틴츠에서 만났다. 제7근위기계화군단의 2개 여단은 격렬한 야간전에 휘말려 2월 14일 11시가 되어서야 방어선을 회복했다. 독일의 역사학자 롤페 힌체는 독일군의 공격으로 만들어진 작은 통로 덕분에 독일군 외에도 브레슬라우에 갇혀 있던 독일 민간인도 이 때 대규모로 탈출했다고 말한다. 도시가 요새로 선포되며 감옥과 강제수용소에서 수천 명의 강제 노동자가 투입되어 방어선을 구축하고 잔해를 치웠다. 많은 사람들이 처형되거나 총격전에 사망했다.

## 포위전

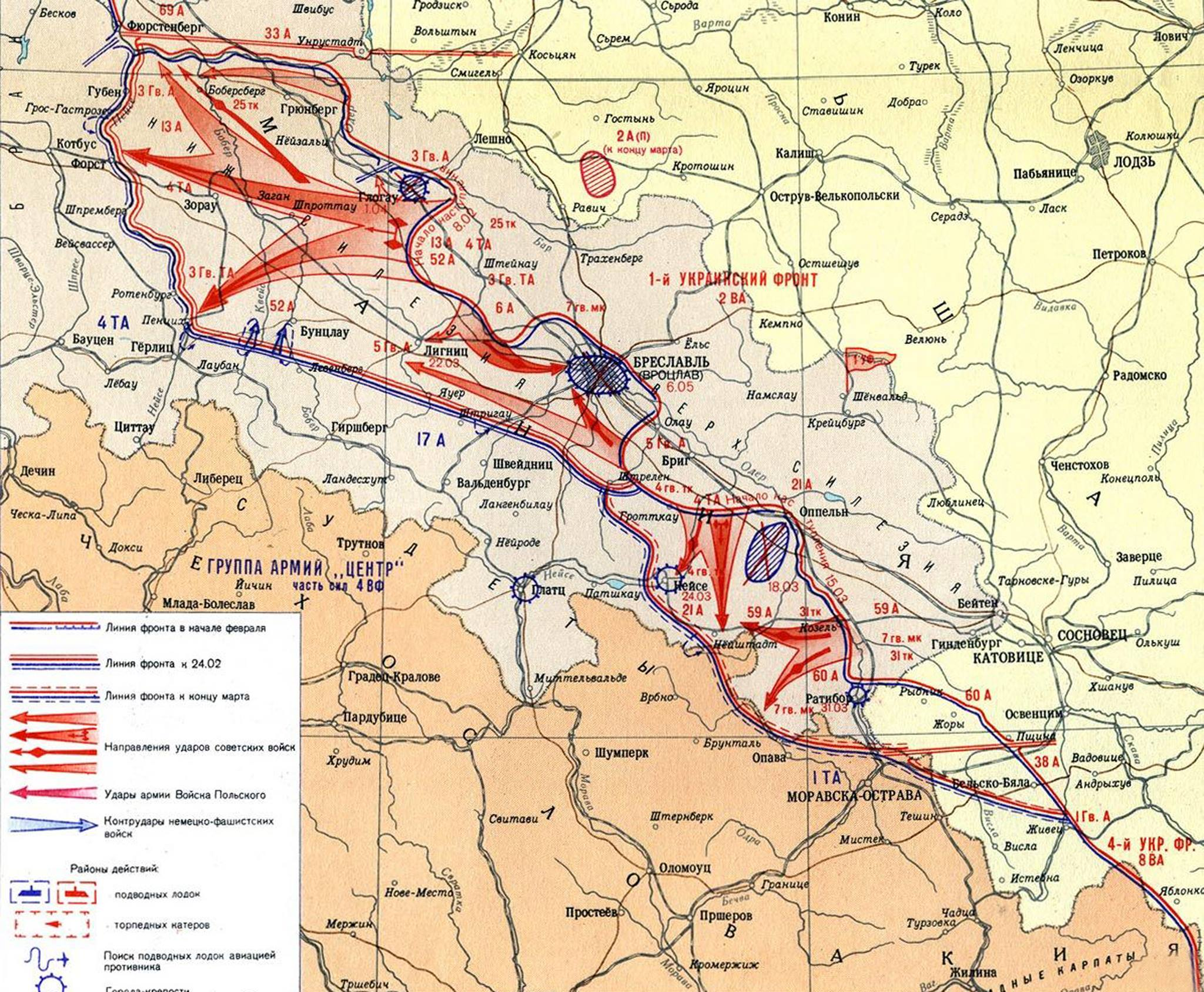
하실레지야 공세 작전 당시 소련군의 진격도. 가운데 파랗게 포위된 구역이 브레슬라우이다.

제6군 보병부대는 2월 14일에서 16일 사이에 제7근위기계화군단의 진격을 보조하며 포위망의 안쪽을 더욱 단단하게 만들었다. 제7근위기계화군단은 2월 15일 밤 스트리가우 지역에서 독일군의 반격으로 철수했고 2월 14일 밤까지 코르차긴의 지휘부는 T-34 전차 108대, ISU-122 9대, SU-85 17대, SU-76 13대의 손실을 기록하며 브레슬라우 포위 중 큰 손실을 입었다. 제5근위군은 다른 작전구역으로 전출을 준비하기 위해 동쪽에서 브레슬라우로 진격하던 제294소총병사단을 제6군 지휘 하로 옮겼다. 또한 후자 부대는 오데르강 북안을 방어하던 제52군으로부터 제77요새화지역도 인계받았다. 2월 18일부터 제273소총병사단과 제6군의 예비 연대가 브레슬라우 동남쪽에 있는 제5근위군 부대를 지원하기 시작했고 이후 남은 포위전 기간 동안 제6군의 편제는 변화하지 않았다. 제6군은 제22 및 제74소총병군단과 제77요새화지역 및 기타 소규모 부대와 함께 도시를 포위했다. 도시 안에는 독일군 5만명이 방어하고 있었다.
한편 제22소총병군단장인 표도르 자하로프 소장은 2월 14일 정오에 부대원에게 도시 서남부를 점령하고 이날 말까지 시내 중심부로 진격하라고 명령했다. 하지만 다음날 브레슬라우 외곽 지역을 향한 군단의 공격은 실패로 돌아갔다. 제309사단은 로브뤼크-오페라우선을 넘었고 제218소총병사단은 크리테른을 점령했지만 독일군의 저항으로 하루 만에 도심으로 빠르게 진격하기란 불가능해졌다. 제218사단은 2월 18일 도시 서남쪽에 있는 중요한 철도 제방을 향해 공격을 시작하여 다음날 점령해 소련군이 도심 4 km 안쪽까지 진입했다. 제218사단 제667소총병연대는 남부 공원으로 진격했지만 주둔군의 돌격포 지원을 받은 히틀러 청소년단원으로 구성된 제55국민돌격대대대의 반격으로 2월 20일 철도선으로 다시 후퇴했다. 나치의 선전 신문인 《푈키셔 베오바흐터》에는 히틀러 청소년단의 반격에 대한 과장된 보도가 실려 방어군의 결의를 돋는 역할을 했다.

포위된 브레슬라우 시가지의 진격도. 어두운 회색 부분이 5월 6일 항복시까지 독일 주둔군이 장악했던 영토이다.

도시 급습에 실패한 글루즈돕스키는 철저히 계획된 공격을 준비하기 위해 잠시 공세를 멈췄다. 2월 18일 본부가 준비하고 하루 뒤 코네프가 승인한 계획에 따르면 도시를 향한 주공은 남쪽에서 올타스힌부터 남부 공원까지 2.5 km 길이의 전선을 따라 제273사단과 제218사단이 제309사단의 2개 연대를 지원받아 충격군을 구성해 이루어질 예정이며, 공격할 부대는 병력 면에서 육군 최강의 사단으로 제218사단과 제309사단은 5천명이 조금 넘었고 제273사단은 5,400명을 약간 넘는 병력을 보유하고 있었다. 이 사단은 전쟁 초기 많은 적군 부대처럼 편제상 병력의 절반에 불과했지만 소련의 보병 전술을 반영해 기관단총을 잘 갖추고 있었고 대신 중기관총과 경기관총이 부족했다. 총 572문에 달하는 포병이 공격 구역에 배치되었다. 서북쪽을 따르는 강을 따라 뻗어 있는 독일군의 방어선을 제거하기 위해 오데르강 양안에 2차 공격을 명령했다. 공격 첫날이 끝날 무렵 충격군은 도심으로 진격해 구시가지의 해자인 슈타트그라벤에 도달할 계획이었다. 다른 날에는 대학교, 우체국, 전신국 외에 중앙부의 섬을 습격했다. 제6군 정보국은 독일군의 병력을 18,060명으로 추산했고 141문의 포와 전차 및 돌격포 45대를 보유했다고 계산했다. 공격을 지원하기 위해 제315대대의 280 mm 박격포가 북부 지역에서 제22소총병군단의 남부 지역으로 이동했다. 이 계획에선 2월 20일까지 공세 관련 병력의 준비가 끝난다고 가정했다.
공격을 위해 각 연대에 1개 돌격대대가 도시 공격용으로 특별히 편성되었으며, 제22소총병군단 예비 병력을 포함해 전체 충격군에서 총 10개 대대를 편성했다. 각 돌격대대는 소총병 대대, 152 mm 포 2문, 각각 ISU-152 자주포 2대 혹은 203 mm 2문, 76 mm 포 1문, 폭파 전문 공병대, 장애물 해체 장비를 갖춘 공병대, 배낭식 화염방사기 부대, 대전차 소총병 부대, 저격부대, 기관총 부대, 노획한 판저파우스트로 무장한 부대로 구성되었다. 예를 들어 제273사단의 3개 돌격대대는 총 872명으로 구성되어 있었으며 이 중 절반 가량이 기관단총으로 무장했다. 돌격대대가 보유한 ISU-152는 글루즈돕스키가 가진 유일한 기갑부대인 제349근위중자주포연대에서 가져온 것으로 2월 19일 8대의 전투준비가 된 자주포와 6대의 수리 중인 자주포를 배치했다. 또한 6군 사령부는 예하 지휘관에게 단일한 소총병중대와 (직사 발포로 운용하는) 포병에 공병이 통합된 통합 돌격부대를 운용해 요새화된 거점을 점령하라고 권고했다.
2월 21일에서 22일 사이 밤 제6군 병력이 재편성되어 임박한 공격에 대비해 주둔지에서 나오기 시작했다. 이 때 제273사단은 3개 연대가 여전히 스트리가우 지역에서 도심으로 진군하고 있었기 때문에 2개 연대만 주둔하고 있었다. 제22소총병군단의 각 사단은 전통적인 방식으로 진격해 2개 소총병연대가 제1대로, 3개 소총병연대가 제2대로 진격했다. 공격은 오전 8시 정각에 2시간 40분가량의 준비포격을 하고 나서 시작되었다. 2월 22일에서 23일까지 제315대대는 4~5.5 km도 안되는 짧은 거리를 두고 280 mm 포를 113발 발사했다.
브레슬라우 포위전은 가가호호 거리마다 돌아다니며 건물을 하나씩 파괴하며 진행되었다. 도시는 소련 제6군의 포병과 제2항공군, 제18항공군의 폭격과 더불어 독일군 주둔군의 파괴로 폐허가 되었다.
2월 15일, 독일 루프트바페가 포위된 주둔지로 공수 작전을 시작했다. 5월 1일까지 76일간 루프트바페는 보급품과 식량을 가지고 2천 소티 이상 출격했다. 1,638 쇼트톤(1,486 t) 이상의 보급품을 수송했다. 3월 2일 독일의 보병장군 헤르만 니호프가 알펜을 이어 주둔군 사령관이 되었다. 니호프는 1945년 5월 6일 최종 항복할 때까지 주둔군 사령관으로 활동했다. 2월 22일 소련 제6군은 브레슬라우의 교외 3곳을 점령했고 다음 날에는 제6군 병력이 도시 남쪽 구역을 점령했다. 3월 31일까지 소련군 포병이 브레슬라우 교외 북쪽, 남쪽, 서쪽에서 포격을 집중적으로 행했다. 5월 4일에는 브레슬라우의 성직자인 에른스트 호르니히 목사, 콘라드 박사, 페르헤 주교, 크라머 대주교가 니호프에게 항복하라고 요구했다. 항케는 니호프에게 성직자들과 더 이상 협상하지 말라고 명령했다.

### NKFD 및 독일 레지스탕스의 포위전 참여

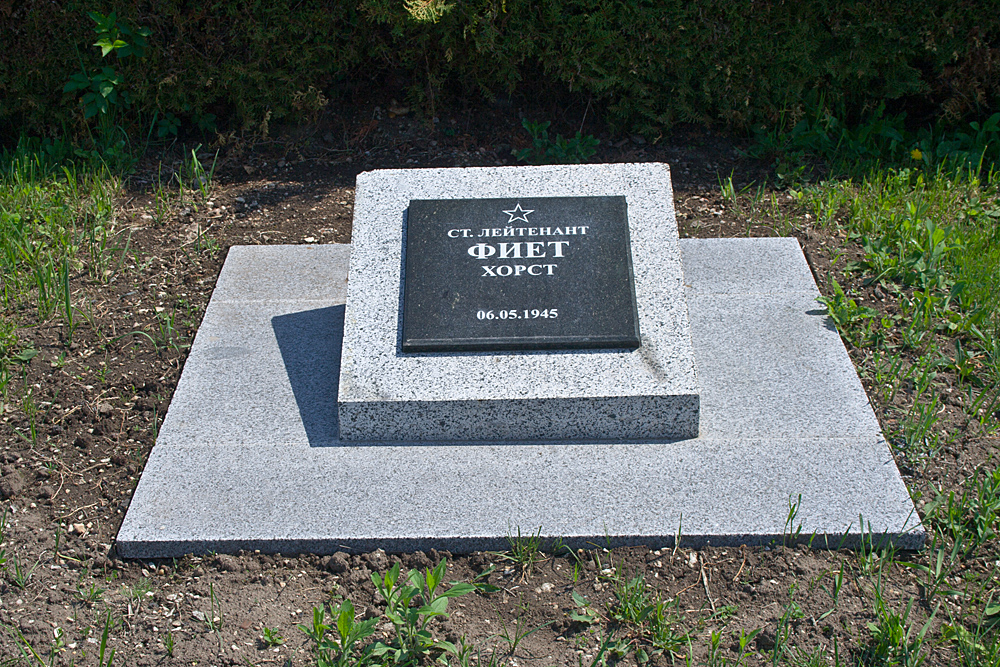
5월 5일 독일 국방군과의 교전으로 전사한 호르스트 피트 중위의 무덤

브레슬라우 내 공산주의자들은 전단지를 뿌리며 도시에서 저항을 그만두자고 촉구했다. 《프라이하이츠켐퍼》(Freiheits-Kämpfer, 자유투사란 뜻)라는 제목의 팜플릿에선 전투 종식을 촉구하고 지역 주민들에게 "해방군으로 온 적군을 두려워하지 마라"고 말했다. 대관구지도자 항케의 명령으로 저항군 17명이 처형되었다.
1945년 5월 소련에 있는 독일군 포로 위주로 구성된 조직인 자유 독일 국민위원회(NKFD) 소규모 전투부대(캄프그루페)가 적군 편을 들며 브레슬라우에서 교전했다. 이 부대는 독일군에 대한 정찰과 침투, 이후 독일군의 무장 해제와 생포 또는 전투보조작전을 위해 파견된 소규모 부대 중 하나였다. 1944년 내내 NKFD는 특공대를 만들었고 1945년이 되면서 NKFD의 중대 구성이 허용되면서 이 전투부대 부대원은 독일제 무기를 휴대하고 독일 국방군 군복을 입고 활동했다. 브레슬라우로 파견된 부대는 약 80명으로 구성되었으며 도착하자마자 흩어져서 독일 국방군 군인인 것처럼 행동했다. 이 부대는 성공적으로 초소를 제압하고 나서 SS 지휘관을 처형한 후 다른 독일군을 설득해 항복하도록 종용했다. 하지만 치열한 전투가 벌어져 양 측 모두 사상자가 발생했고 NKFD의 작전은 주요 목표 달성에 실패했다. 이 전투부대를 지휘한 호르스트 피트 중위는 5월 5일 교전 중 사망했다.

## 항복

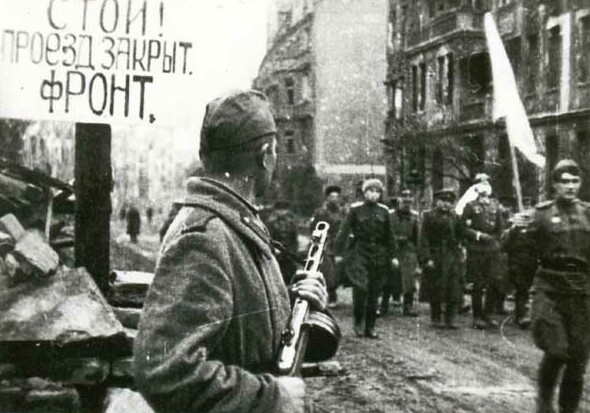
1945년 5월 6일, 브레슬라우 요새의 항복 협상을 위해 걸어가는 독일군 협상단의 모습

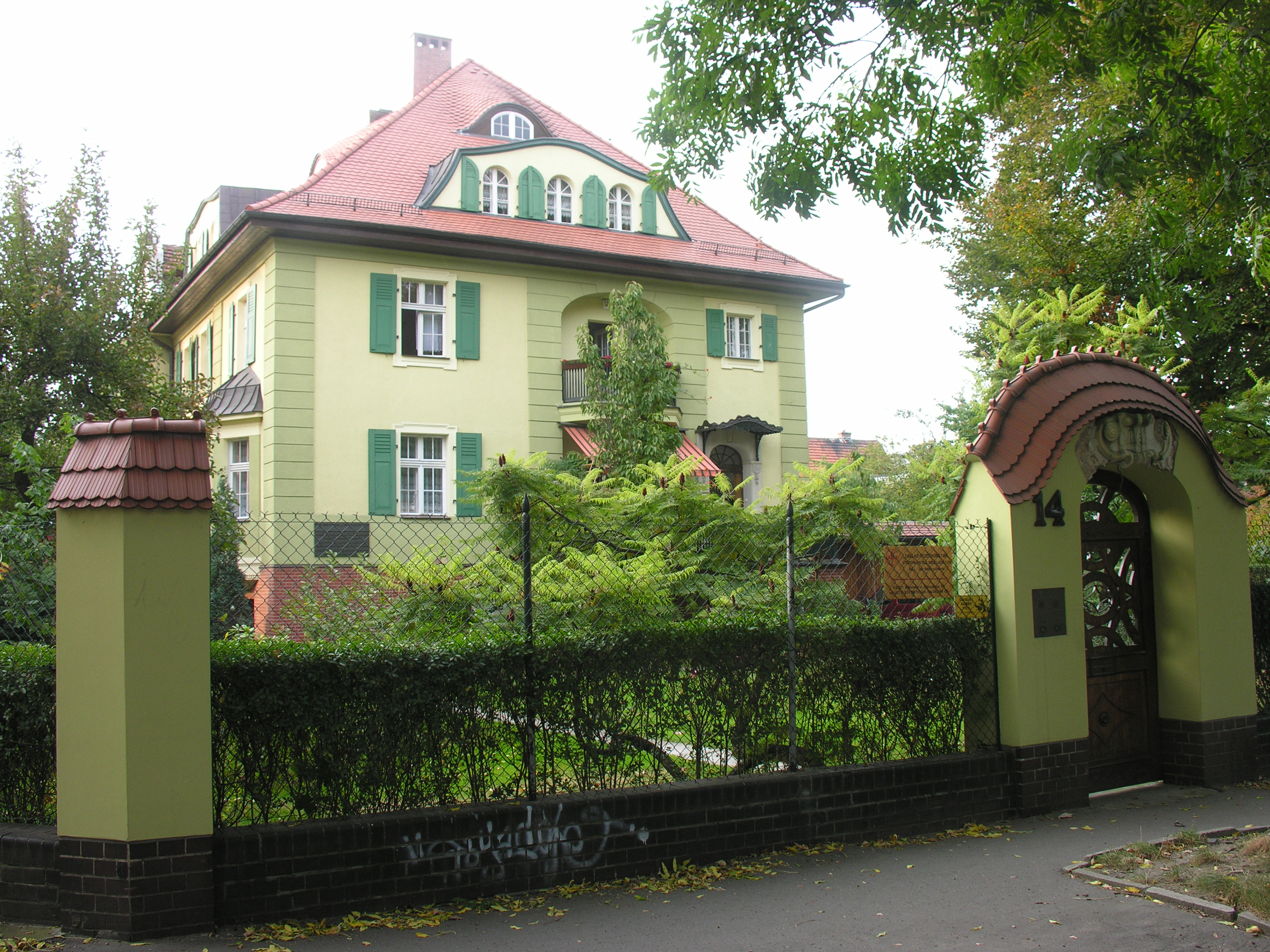
브레슬라우의 항복문서가 작성된 라파키가 14번지(구 카이저-프리드리히 거리)에 있는 빌라 콜로니아 건물의 모습

항케는 5월 5일 니호프 장군을 위해 예비로 보관하던 피젤러 Fi 156 스토치 소형기를 타고 프라하로 날아갔다. 82간의 포위전 끝인 5월 6일 제2차 세계 대전의 독일의 항복 직전 니호프 장군이 항복하고 브레슬라우를 소련군에게 넘겼다. 포위전 동안 독일군은 브레슬라우를 지키다 6천명이 사망하고 23,000명 이상이 부상을 입었으며, 소련군의 사상자수는 6만명에 달했다. 전투 기간 일어난 민간인 사망자는 8만명에 달한다. 브레슬라우는 독일에서 마지막으로 항복한 대도시로 유럽에서 2차대전이 종전하기 이틀 전 항복했다. 대관구지도자인 항케는 도시가 항복할 무렵 프라하로 도피했다.
항케는 체포될 경우를 대비해 자신의 신분을 숨기러 나치 SS 사병 군복을 입고 제18SS의용기갑척탄병사단 호르스트 베셀에 소속된 척 했다. 이들은 5월 6일 체코 레지스탕스에게 항복했고 행군하던 도중 기차가 이들의 경로를 지나쳤다. 항케와 다른 여러 포로들은 기차로 달려가 기차에 메달렸다. 체코군은 총격을 가했고 항케가 먼저 쓰러졌으며 다른 포로 두 명도 철로로 쓰러졌다. 이들은 모두 소총탄에 맞아 사망했다.

## 여파
소련의 공중폭격 및 포격 뿐 아니라 SS와 NSDAP의 자폭 행위로 인해 브레슬라우의 80~90%가 파괴되었다... 소련이 간다우어 비행장을 점령한 후 독일 국방군은 폭 200~400 m, 길이 2 km의 임시 비행장을 건설하기 위해 수많은 집과 교회 3채를 폭파했다.— 1945년 8월 작센 주정부 관료의 브레슬라우 피해 보고서

브레슬라우는 전쟁 후 폴란드 영토로 넘어가 "브로츠와프"로 이름을 바꿨다. 브로츠와프에 있던 독일계 주민 대부분은 1945년에서 1949년 사이 도망치거나 강제로 추방되어 연합군 점령하 독일 지역으로 이주했다. 소수의 독일인만 도시 내에 남았다. 전후 폴란드 브로츠와프 시장이었던 볼레스와프 드로브네르는 항복 4일 후인 5월 10일 브로츠와프에 도착해 폐허가 된 시가지를 봤다.

## 참고 문헌
- Duffy, Christopher (1991). 《Red Storm on the Reich》. Atheneum. ISBN 0-689-12092-3.
- Hargreaves, Richard (2011). 《Hitler's Final Fortress: Breslau 1945》 1판. Stackpole Books. ISBN 978-0811715515.
- Hastings, Max (2004). 《Armageddon: The Battle for Germany, 1944-1945》. Macmillan. ISBN 0-333-90836-8.
- Isaev, Alexei (2018). 《Города-крепости Третьего рейха: Битва за фестунги》 [Fortress cities of the Third Reich: Battle for the festungs] (러시아어). Moscow: Yauza. ISBN 978-5-9955-0993-6.
- Isaev, Alexey (2021). 《Hitler's Fortresses in the East: The Sieges of Ternopol', Kovel', Poznan and Breslau, 1944–1945》. Pen and Sword Military. ISBN 978-1526783950.
- (러시아어) 'Васильченко, Андрей Вячеславович, Последняя крепость Рейха. — М.: Яуза-Пресс, 2009. — 288 с. — ISBN 978-5-9955-0052-0
- (러시아어) Хендрик Фертен. В огне восточного фронта. — М.: Яуза-Пресс, 2009. — 448 с. — ISBN 978-5-9955-0024-7
- (러시아어) Мощанский И. Бои за Бреслау. Осада цитадели. — М.: Вече, 2010. — 112 с. — ISBN 978-5-9533-4801-0
- (러시아어) Гюнтер Бёддекер. Горе побежденным. Беженцы III Рейха. 1944—1945. — М.: Эксмо, 2006. — 544 с. — ISBN 5-699-17369-2
- (러시아어) Жан Мабир. Война в белом аду. — М.: Эксмо, 2005. — 384 с. — ISBN 5-699-09345-1